# Dub Karel
Dub Karel, také známý jako Dub Karla IV., je jeden z nejstarších a nejmohutnějších památných stromů hlavního města Prahy. Roste v oboře u zámku v Kolodějích a podle pověstí pamatuje i Karla IV. Není běžně přístupný ani viditelný z veřejného prostranství.

## Základní údaje
- název: Dub Karel,[1] dub u Kolodějského zámku, Dub Karla IV.
- výška: 18 m,[1] 27 m (2011)
- obvod: 710 cm,[1] 734 cm (2011)[2]
- věk: 666 let (aktuálně, podle pověsti a tabulky na kmeni), 550 let[3]

## Stav stromu a údržba
Strom je považovaný za pozůstatek původních dubin, roste u vstupu do obory směrem od zámku. Bývá označovaný jako nejmohutnější nebo nejstarší strom Prahy. Záleží ale na metodice měření a konkrétním odhadu věku – o post nejmohutnějšího pražského stromu se dělí s platanem na Karlově náměstí (obvod 795 cm u země) a Beethovenovým platanem (711 cm), který byl před vyhlášením Karlova dubu udáván jako nejmohutnější. Věk je pak na podobné úrovni jako v případě Františkánského tisu.

## Historie a pověsti
Podle pověsti zasadil dub císař Karel IV. Samotný zámek je sice mladší než strom (byl vystaven na počátku 18. století), ale až do třicetileté války stála na jeho místě tvrz.

## Další zajímavosti
Dubu Karla IV. byl věnován prostor v pořadu České televize Paměť stromů, konkrétně v dílu č. 8, Stromy královské. Strom ve svém díle zachytil akademický malíř Jaroslav Turek.

## Turismus
Okolo zámku s památným dubem vede turistická značená trasa  0008 z Uhříněvsi přes Královice a Klánovice do Úval.